# Gyretes torosus
Gyretes torosus là một loài bọ cánh cứng trong họ van Gyrinidae. Loài này được Babin miêu tả khoa học vào năm 2004.